# سفارة النرويج في البرتغال
سفارة النرويج في البرتغال هي أرفع تمثيل دبلوماسي لدولة النرويج لدى البرتغال. تقع السفارة في لشبونة وهي تهدف لتعزيز المصالح النرويجية في البرتغال.

## وصلات خارجية
- الموقع الرسمي
- قائمة سفارات النرويج
- قائمة السفارات في البرتغال